# Rachel Watters
Rachel Ann Watters (ur. 24 października 1997) – amerykańska zapaśniczka walcząca w stylu wolnym. Srebrna medalistka mistrzostw panamerykańskich w 2019 roku.
Zawodniczka Huxley Ballard High School i Oklahoma City University.